# Пинон, Паскаль
Паскаль Пино́н (фр. Pasqual Piñón; 1889 — 1929) известен как Двухголовый Мексиканец — цирковый артист цирка Селлс-флото в начале 1900-х годов. 
Железнодорожник из Техаса был замечен промоутером интермедии, его привлекла киста или опухоль на макушке Паскаля Пиньона. С помощью воска они сделали на опухоли лицо, так что казалось что у Паскаля 2 головы. В некоторых записях говорится что лицо было сделано из серебра, и хирургическим путём помещено под кожу. После нескольких лет гастролей, директор цирка заплатил за удаление опухоли.
В реальной жизни вторая голова может существовать при болезни craniopagus parasiticus.
В романах Пера Орлова «Падение», «Книга о Бланш и Мари» и в художественном рассказе Кристин Харли «Мой домашний трилобит» фигурировал Паскаль.